# Notoxus beameri
Notoxus beameri är en skalbaggsart som beskrevs av Chandler 2004. Notoxus beameri ingår i släktet Notoxus och familjen kvickbaggar. Inga underarter finns listade i Catalogue of Life.